# کاروس آبلا
کاروس آبلا (اسپانیایی: Carlos Abella‎؛ زادهٔ ۲۵ ژانویهٔ ۱۹۸۶) بازیکن فوتبال اهل کلمبیا است.
وی در پست دروازه‌بان بازی می‌کند.